# Emili Bosch i Roger
Emili Bosch i Roger (Barcelona, 1894 - Barcelona, 1980) fou un escenògraf i pintor català.

## Vida i obra
Autodidacte, es va iniciar com a escenògraf per passar posteriorment a la pintura de cavallet. Se'l considera integrant de la generació catalana del 1917, juntament amb Jaume Mercadé, Josep de Togores i Manuel Humbert. La seva primera exposició fou a les Galeries Dalmau el 1919.
Influït inicialment pel fauvisme, deriva més endavant cap al constructivisme. La major part de les seves obres són paisatges urbans i suburbans. A principis dels anys cinquanta, juntament amb Josep Amat, és considerat com un dels millors intèrprets del paisatge de Barcelona. Membre fundador de l'Associació d'Artistes Actuals, primer president del Saló de maig de Barcelona, el 1957, i soci del Saló dels Evolucionistes.

## Premis
- 1931- Premi Cambó en el concurs Barcelona vista pels seus artistes, per l'obra El Paral·lel (actualment alMuseu Nacional d'Art de Catalunya MNAC)
- 1968- Premi Ciutat de Barcelona de dibuix amb Hivern